# Estadi Bursa Atatürk
L'estadi Bursa Atatürk (en turc Bursa Atatürk Stadyumu) és un estadi multiusos situat en la ciutat de Bursa, a Turquia. En l'actualitat s'utilitza sobretot per als partits de futbol i és l'estadi local del Bursaspor. L'estadi té capacitat per a 25.213 espectadors i va ser construït en 1979. Anteriorment hi existia un altre en el mateix lloc, des que el 1930 un equip de futbol amateur va construir un estadi amb capacitat per a 300 espectadors.
Ha sigut amplament renovat després que el Bursaspor guanyara la Superliga de Turquia, ja que aquest campionat li donava el dret a participar en la Lliga de Campions de la UEFA 2010/11. La capacitat, la qual era originalment de 18.517 espectadors, va augmentar a 25.213, així com diverses millores exteriors.